# Mario Baldi
Mario Baldi (Livorno, 7 aprile 1903 – Livorno, 27 luglio 1987) è stato un calciatore italiano, di ruolo centrocampista.

## Caratteristiche tecniche
Giocava nel ruolo di mediano.

## Carriera
Ha militato per nove stagioni nelle file del Livorno, disputando 64 incontri del campionato di Serie A con questa maglia.

## Palmarès

### Club

#### Competizioni nazionali
- Serie B: 1

Livorno: 1932-1933